# Ministero della difesa (Danimarca)
Il Ministero della difesa (in danese: Forsvarsministeriet; FMN) è il dicastero del governo danese deputato alla gestione dell'esercito reale e delle situazioni d'emergenza. Esso amministra inoltre l'arcipelago di Ertholmene, il punto più orientale della Danimarca.
L'attuale ministro è Trine Bramsen, in carica dal 27 giugno 2019.

## Storia
Un organismo che gestisse le forze armate danesi esisteva già nel 1660, istituito da re Federico III e denominato collegio della guerra (Krigskollegium) per le forze di terra e ammiragliato (Admiralitetet) per la flotta.
Il collegio cambiò denominazione nel 1679 in ufficio della guerra, ma dopo la fine della monarchia assoluta danese, il 21 marzo 1848, Anton Frederik Tscherning divenne il primo ministro della guerra, istituendo l'omonimo dicastero, mentre Adam Wilhelm Moltke divenne il primo ministro della marina.
Istituito il 27 maggio 1950 con la legge N° 272, subentrò ai ministeri della guerra (Krigsministeriet) e della marina (Marineministeriet) nella gestione dell'esercito reale.